# Shallow (Porcupine Tree)
Shallow è un singolo del gruppo musicale britannico Porcupine Tree, pubblicato il 22 febbraio 2005 come primo estratto dall'ottavo album in studio Deadwing.

## Tracce
Testi e musiche di Steven Wilson, eccetto dove indicato.
CD promozionale (Stati Uniti)
1. Shallow (Radio Edit) – 3:34

CD (Europa)
1. Shallow – 3:34
2. So Called Friend – 4:53 (musica: Porcupine Tree)
3. Half-Light – 6:16

## Formazione
Hanno partecipato alle registrazioni, secondo le note di copertina di Deadwing:
Gruppo
- Steven Wilson – voce, chitarra, pianoforte, tastiera, dulcimer martellato
- Richard Barbieri – tastiera, sintetizzatore
- Colin Edwin – basso
- Gavin Harrison – batteria, percussioni

Produzione
- Steven Wilson – produzione, missaggio
- Gavin Harrison – produzione aggiuntiva
- Richard Barbieri – produzione aggiuntiva
- Paul Northfield – registrazione aggiuntiva parti di chitarra
- Andy Van Dette – mastering